# Čachtická jeskyně
Čachtická jeskyně byla objevená v roce 1956 poblíž Čachtic. Nachází se na dobře vyvinuté krasové plošině s vyvýšeninami Draplákem a Skalkou, zdvihající se ke hřbetu Čachtických Karpat. Je charakterizovaná dobře vyvinutými škrapy, krasovými závrty a dalšími povrchovými krasovými jevy. Tektonická predispozice podmínila vznik podzemních krasových forem, jeskyní a propastí, z nichž je Čachtická jeskyně nejvýznamnější a nejdelší jeskyní v Chráněné krajinné oblasti Malé Karpaty.
Vchod do jeskyně se nachází v závrtu severně od kóty Draplák v nadmořské výšce 335 metrů. Délka jeskyně dosahuje 4058 metrů s vertikálním rozpětím 110 metrů.
Jeskynní prostory jsou převážně menších rozměrů s ojedinělými dómy a síněmi. Vznikly hlavně korozívní činností prosakující vody podél zlomů a puklin. Na některých místech se zachovaly stopy po činnosti proudící vody, v jiných částech podzemních prostorů se vytvářela sintrová výplň ve formě nátoků, stalaktitů a stalagmitů různých tvarů a velikostí.

## Chráněné území
Čachtická jaskyňa je národní přírodní památka ve správě příspěvkové organizace Správa slovenských jeskyní. Nachází se v katastrálních územích Nové Mesto nad Váhom a Čachtice v okrese Nové Mesto nad Váhom v Trenčínském kraji. Území bylo vyhlášeno v roce 1973.